# Пристава над Стично
Пристава над Стично (словен. Pristava nad Stično) је насељено место у општини Иванчна Горица, Средњесловенска регија, Словенија.

## Историја
До територијалне реорганизације у Словенији била је у саставу старе општине Гросупље.

## Становништво
У попису становништва из 2011. године, Пристава над Стично је имала 16 становника.
| Број становника према пописима | Број становника према пописима | Број становника према пописима |
| ------------------------------ | ------------------------------ | ------------------------------ |
| 1991                           | 2002                           | 2011                           |
| 13                             | 16                             | 16                             |

Напомена: До 1953. исказивано под именом Пристава.

## Галерија
- партизански дом
- споменик